# Fußball-Landesliga Bremen
Die Landesliga Bremen ist die zweithöchste Spielklasse im Männerfußball des Bremer Fußball-Verbandes, der die Städte Bremen und Bremerhaven abdeckt. Der Meister und der Vizemeister steigen in die fünftklassige Bremen-Liga auf, während die zwei oder drei Letztplatzierten in die Bezirksliga absteigen. Amtierender Meister ist die Leher Turnerschaft.

## Teilnehmer Saison 2025/26
Folgende Mannschaften nehmen an der Spielzeit 2025/26 teil:
- SC Borgfeld
- VfL 07 Bremen
- ATS Buntentor
- 1. FC Burg
- SG Findorff
- SV Grohn
- TSV Grolland
- TSV Hasenbüren
- FC Huchting
- TuS Komet Arsten
- TuS Schwachhausen
- FC Sparta Bremerhaven
- TuSpo Surheide
- TuRa Bremen
- SC Vahr-Blockdiek
- TSV Wulsdorf

## Meister seit 2002
Folgende Teams holten seit 2002 die Meisterschaft:
- 2002: SC Vahr-Blockdiek
- 2003: Brinkumer SV
- 2004: 1. FC Burg
- 2005: Blumenthaler SV
- 2006: FC Bremerhaven II
- 2007: TSV Wulsdorf
- 2008: TuS Schwachhausen
- 2009: FC Oberneuland II
- 2010: SC Weyhe
- 2011: FC Union 60 Bremen
- 2012: OT Bremen
- 2013: SV Grohn
- 2014: TSV Grolland
- 2015: Bremer TS Neustadt
- 2016: FC Oberneuland
- 2017: BSC Hastedt
- 2018: SC Borgfeld
- 2019: SV Hemelingen
- 2020: OSC Bremerhaven
- 2021: kein Meister, Saison annulliert
- 2022: TS Woltmershausen
- 2023: TuRa Bremen
- 2024: TV Eiche Horn
- 2025: Leher Turnerschaft